# Rubén Sosa
Pour les articles homonymes, voir Sosa.
Rubén Sosa est un footballeur uruguayen,  né le 25 avril 1966 à Montevideo.

## Biographie
Attaquant de poche, il est surnommé Sosita pour sa petite taille (1,72 m) ou El Principito.
Il participe à la Coupe du monde en 1990 en Italie.  
Il joue 46 fois pour la céleste uruguayenne et marque 19 buts avec cette équipe.

## Palmarès

### En club
- Vainqueur de la Coupe de l'UEFA en 1994 avec l'Inter Milan
- Champion d'Allemagne en 1996 avec le Borussia Dortmund
- Champion d'Uruguay en 1998, en 2000 et en 2001 avec Nacional Montevideo
- Vainqueur de la Coupe du Roi en 1986 avec le Real Saragosse

### EnÉquipe d'Uruguay
- 46 sélections et 19 buts entre 1984 et 1995
- Vainqueur de la Copa América en 1987 et en 1995
- Participation à la Copa América en 1987 (Vainqueur), en 1989 (Finaliste), en 1993 (1/4 de finaliste) et en 1995 (Vainqueur)
- Participation à la Coupe du Monde en 1990 (1/8 de finaliste)

### Distinctions individuelles
- Élu meilleur joueur de la Copa América en 1989
- Meilleur buteur du championnat d'Uruguay en 1998 (13 buts)
- Meilleur buteur de la Copa Libertadores en 1999 (6 buts)